# ميجان ماكنزي
ميجان ماكنزي (بالإنجليزية: Megan McKenzie)‏ هي عارضة جنوب أفريقية، ولدت في 1980 في جنوب أفريقيا.